# Sebastiano Thei
Sebastiano Thei, né le 16 mai 1991 à Trente en Italie, est un joueur italien de volley-ball. Il mesure 1,78 m et joue libero. Actuellement il poursuit des études en théorie des ensembles à l'université d'Udine sous la supervision de Vincenzo Dimonte. Sa recherche se concentre sur les grands cardinaux et la méthode de forcing.

## Clubs
| Club              | De        | À         |
| ----------------- | --------- | --------- |
| Pallavolo Mantoue | 2011-2012 | 2011-2012 |
| Igo Gênes Volley  | 2012-2013 | 2012-2013 |
| Trentino Volley   | 2013-2014 | ...       |

## Palmarès
- Championnat d'Italie (1)
  - Vainqueur : 2013
- Supercoupe d'Italie (1)
  - Vainqueur : 2013